# Campagne-lès-Wardrecques
Campagne-lès-Wardrecques é uma comuna francesa na região administrativa de Altos da França, no departamento de Pas-de-Calais. Estende-se por uma área de 4,69 km². Em 2010 a comuna tinha 1 284 habitantes (densidade: 273,8 hab./km²).